# Скайстгирское староство
Скайстгирское староство (лит. Skaistgirio seniūnija) — одно из 10 староств Ионишкского района, Шяуляйского уезда Литвы. Административный центр — местечко Скайстгирис.

## География
Расположено в Земгальской низменности на севере Литвы, в центральной и северной части Ионишкского района.
Граничит с Жагарским староством на западе, Саткунайским — на северо-востоке, Ионишкским — на востоке и юго-востоке, Рудишкяйским — на юге, и Вилцской волостью Елгавского края Латвии — на севере.

## Население
Скайстгирское староство включает в себя местечко Скайстгирис и 32 деревни.